# Deep Purple (lied)
Deep Purple is een lied, gecomponeerd door de Amerikaanse pianist Peter DeRose in 1933.
"Deep Purple" werd oorspronkelijk als pianocompositie uitgebracht in 1933 en het jaar daarna gespeeld door Paul Whiteman en zijn orkest. Doordat het als partituur veel verkocht werd, voegde Mitchell Paris er in 1938 tekst aan toe:
When the deep purple falls over sleepy garden walls
And the stars begin to twinkle in the sky—
In the mist of a memory you wander back to me
Breathing my name with a sigh...

## Covers
Van het nummer zijn talloze covers bekend, uiteenlopend van artiesten als Bing Crosby tot Art Tatum. Noemenswaardig zijn de versies:
- Larry Clinton & orkest, met zangeres Bea Wain, ze hadden er een grote hit mee in januari 1939 (negen weken op nr.1 in de US popular music charts).
- Artie Shaw met zangeres Helen Forrest.
- saxofonist Earl Bostic brancht een instrumentale versie in 1951;
- The Dominoes met een doo-wop-versie in 1957
- Carol Sloane bracht twee versies uit, eerst in 1962 op haar debuutalbum Out of the Blue en later in 2001 op haar cd I Never Went Away.
- Al Hirt bracht het nummer uit in 1965 op zijn album They're Playing Our Song.
- Eileen Brennan en Peter Falk zongen het nummer in duet in de film The Cheap Detective (1978)
- Screamin' Jay Hawkins heeft het nummer in diverse incarnaties uitgebracht, waaronder op "At Home with Screamin' Jay Hawkins" (1958) en de compilatiealbum "Frenzy" (1982).
- Vic Damone nam het nummer op voor de film Donnie Brasco (1997).
- Ingrid Lucia zong het nummer op het album Almost Blue (2004).

Twee versies springen er qua verkoopcijfers uit:

### Nino Tempo en April Stevens
De meest succesvolle versie werd uitgebracht in 1963 door Nino Tempo & April Stevens die een nummer 1-hit werd in de Bilboard Hot 100 in november 1963 en een Grammy Award voor Best Rock-'n-Roll Recording kreeg in 1964. in Engeland haalde het in 11 weken de 17e plaats.

### Donny and Marie Osmond
In 1975 verscheen de versie van Donny en Marie Osmond.

#### Hitnotering
In het Verenigd Koninkrijk haalde het zeven weken notering met een hoogste plaats 25.
- Nederlandse Top 40

| Positie: | 35 | 25 | 24 | 32 | 39 | uit |

- Nederlandse Daverende 30

| Positie: | 27 | uit |

## Deep Purple
De Britse hardrockband Deep Purple ontleende zijn naam aan dit lied omdat dit het favoriete lied was van Ritchie Blackmore's grootmoeder, die het ook speelde op de piano.